# Kamil Glik
Kamil Jacek Glik (Jastrzębie-Zdrój, 3 de fevereiro de 1988) é um futebolista profissional polaco que atua como zagueiro. Atualmente está na Cracovia.

## Carreira
Kamil Glik fez parte do elenco da Seleção Polonesa de Futebol da Eurocopa de 2016.

## Títulos
Monaco
- Ligue 1: 2016–17

### Prêmios individuais
- Equipe ideal da Ligue 1: 2016–17